# Jürgen Michaelsen
Jürgen Michaelsen alias Yorn (* 1935 in Bremen) ist ein in Paris wirkender deutscher Modeschöpfer.

## Biografie
Michaelsen entstammt einer Bremer Kaufmannsfamilie. Nach dem Abitur im Jahr 1956 wurde er Assistent bei Christian Dior. Dieser gab ihm den Künstler- und Markennamen Yorn, unter dem Michaelsen seitdem firmierte. Trotz finanzieller Misserfolge mit seiner ersten Haute-Couture-Kollektion gelang es ihm einen Exklusivvertrag mit dem Kaufhaus Karstadt abzuschließen.
Jürgen Michaelsen konnte im weiteren Verlauf seiner Karriere, unter der Marke Yorn, als einer der wenigen Deutschen ein Modehaus innerhalb der Pariser Haute Couture gründen und Bekleidung, vor allem auf dem deutschen Markt, vertreiben. Die Rechte an der Marke Yorn hat er im Jahr 2000 verkauft. Er lebt nun unter anderem in Paris, Monte Carlo und der Provence.

## Veröffentlichung
Yorn: Gast im Glück. Diogenes, Zürich 2020, ISBN 978-3-257-07088-0.